# L'esclava lliure
L'esclava lliure (Band of Angels) és una pel·lícula estatunidenca dirigida per Raoul Walsh, estrenada el 1957 i doblada al català.

## Argument[2]
La pel·lícula és basada en Band of Angels, una novel·la de Robert Penn Warren. Amantha Starr (Yvonne De Carlo) és la filla extremadament aviciada d'un propietari de plantació. Desgraciadament la mort d'aquest últim posa al dia un horrorós secret: Amantha no sabia que la seva mare havia estat una de les esclaves negres del seu pare. Legalment no és ara més que un bé com els altres i és agafada per un venedor d'esclaus de Nova Orleans per ser venuda. Al vaixell que baixa pel riu, li diu sense volta la seva intenció d'anar-se'n al llit amb ella, però hi renuncia quan intenta penjar-se: és una jove bonica i culta, que seria presa per blanca, té massa valor per perdre-la.
Amantha és posada a subhasta i inspeccionada sense pietat per un comprador potencial, un groller personatge. És salvada d'una humiliació suplementària per Hamish Bond (Clark Gable), que sobrepuja i la compra a un preu desorbitat. Esperant el pitjor, Amantha és sorpresa que el seu nou propietari la tracti com una senyora i no com un esclau. En la propietat del seu amo a la ciutat, coneix els principals esclaus que posseeix, la seva criada Michele (Carolle Drake) i el seu esclau preferit Rau-Ru (Sidney Poitier).
El temps passa i Amantha i Hamish s'enamoren l'un de l'altre. Per complicar encara les coses, Hamish amaga el terrible secret d'una cosa passada que enterboleix la seva consciència.
Finalment la guerra civil esclata i Nova Orleans cau en mans de la Unió, el cap d'Hamish és posat a preu. Ell i Amantha s'escapen amb l'ajuda de Rau-Ru, que havia fugit i s'havia incorporat a l'exèrcit de la Unió.

## Repartiment
- Clark Gable: Hamish Bond
- Yvonne De Carlo: Amantha Starr
- Sidney Poitier: Rau-Ru
- Efrem Zimbalist Jr.: Ethan Sears
- Patric Knowles: Charles De Marigny
- Rex Reason: Seth Parton
- Torin Thatcher: Capità Canavan
- Andreas King: Miss Idell